# Paryphoconus misionensis
Paryphoconus misionensis är en tvåvingeart som beskrevs av Gustavo R. Spinelli 1998. Paryphoconus misionensis ingår i släktet Paryphoconus och familjen svidknott. Inga underarter finns listade i Catalogue of Life.